# Éréac
Éréac – miejscowość i gmina we Francji, w regionie Bretania, w departamencie Côtes-d’Armor.
Według danych na rok 2018 gminę zamieszkiwało 695 osób, a gęstość zaludnienia wynosiła 32 osoby/km² (wśród 1269 gmin Bretanii Éréac plasuje się na 718. miejscu pod względem liczby ludności, natomiast pod względem powierzchni na miejscu 470.). Co roku w każdą trzecią sobotę września odbywają się tu Targi Châtelier.

## Demografia
Ludność według wieku:
| Wiek            | 2007 | %    | 2012 | %    | 2017 | %    |
| --------------- | ---- | ---- | ---- | ---- | ---- | ---- |
| 0 - 14 lat      | 84   | 13,5 | 111  | 16,5 | 105  | 15,4 |
| 15 - 29 lat     | 63   | 10,2 | 72   | 10,7 | 74   | 10,9 |
| 30 - 44 lat     | 99   | 16   | 114  | 17   | 98   | 14,4 |
| 45 - 59 lat     | 117  | 18,9 | 114  | 17   | 109  | 16   |
| 60 - 74 lat     | 154  | 24,8 | 151  | 22,4 | 156  | 22,8 |
| 75 lat i więcej | 103  | 16,6 | 111  | 16,5 | 140  | 20,6 |

Ludność historyczna:
| Rok                             | 1982 | 1990 | 1999 | 2007 | 2012 | 2017 |
| ------------------------------- | ---- | ---- | ---- | ---- | ---- | ---- |
| Populacja                       | 736  | 706  | 600  | 619  | 674  | 682  |
| Średnia gęstość (mieszk. / Km²) | 34,7 | 33,3 | 28,3 | 29,2 | 31,8 | 32,2 |